# Michael Frey (cầu thủ bóng đá)
Michael Frey (sinh ngày 19 tháng 7 năm 1994) là một cầu thủ bóng đá người Thụy Sĩ hiện tại thi đấu ở vị trí Tiền đạo cho FC Zürich.

## Sự nghiệp
Vào tháng 6 năm 2017 anh ký hợp đồng 4 năm với Zürich.